# BC Colours Düsseldorf
Der BC Colours Düsseldorf (vollständiger Name: Billardclub Colours Düsseldorf) ist ein Billardverein aus Düsseldorf. Der 1994 gegründete Verein gewann 2012 den deutschen 8-Ball-Pokal.

## Geschichte
Der BC Colours Düsseldorf wurde am 27. Februar 1994 als BC Colours Benrath gegründet. Ab September 1994 nahm er am Spielbetrieb des Billard-Verbands Niederrhein teil. Zur Saison 1998/99 schaffte man den Aufstieg in die 2. Snooker-Bundesliga, aus der man jedoch als Achter mit nur einem Punkt direkt wieder abstieg. In der Folge meldete der Verein seine Snookermannschaft aus finanziellen Gründen ab und konzentrierte sich fortan auf den Poolbillard-Spielbetrieb.
2001 stieg die Poolbillardmannschaft des BC Colours in die drittklassige Oberliga auf. Nach einem zwischenzeitlichen Abstieg in die Verbandsliga schaffte man in der Saison 2004/05 als Erstplatzierter den direkten Wiederaufstieg. In der folgenden Spielzeit erreichte der nun durch Emrah Güvenc verstärkte Verein mit dem dritten Platz in der Oberliga seinen bis dahin größten Erfolg. Im Sommer 2009 nahm man als Oberligameister an der Aufstiegsrunde zur 2. Poolbillard-Bundesliga teil, konnte sich dort jedoch nicht durchsetzen und spielte in der folgenden Spielzeit in der Regionalliga. Im Oktober 2009 erreichte man erstmals das Halbfinale des deutschen 8-Ball-Pokals, unterlag dort jedoch Joker Geldern mit 4:6.
In der Saison 2011/12 stieg der BC Colours als Zweitplatzierter der Regionalliga durch einen 4:0-Relegationssieg gegen den PBC Aalen in die 2. Bundesliga auf. Im November 2012 gewann der Verein im Rahmen der deutschen Billard-Meisterschaft in Bad Wildungen durch einen 5:1-Sieg im Finale gegen den BSC Freiburg-Kaiserstuhl den deutschen 8-Ball-Pokal. Am Ende der Saison 2012/13 belegte man den vierten Platz in der zweiten Liga. Beim deutschen 8-Ball-Pokal 2013 schied man im Halbfinale gegen den PBC Schwerte aus. In der Saison 2013/14 stieg der Verein als Siebter der 2. Bundesliga in die Regionalliga ab. In den beiden folgenden Spielzeiten belegte der BC Colours Düsseldorf jeweils den letzten Platz und stieg bis in die Verbandsliga ab.
Mehrere Mitglieder des BC Colours waren bei deutschen Einzelmeisterschaften erfolgreich. Michaela Schorn wurde 2010 Deutsche Meisterin der Ladies im 9-Ball. Ein Jahr später gelang es Wienke Thamsen den Titel in dieser Disziplin zu gewinnen.
Außerdem wurde Christian Weigoni 2008 im 9-Ball und 2010 im 14/1 endlos Dritter bei den Herren. Kevin Becker wurde 2013 Dritter im 9-Ball. Der damalige Türkische 9-Ball-Meister Emrah Güvenc nahm 2006 als erstes Mitglied des BC Colours an der Europameisterschaft teil und erreichte das Achtelfinale im 8-Ball.

### Platzierungen seit 2008
| Saison  | Liga (Spielklasse)                   | Platz |
| ------- | ------------------------------------ | ----- |
| 2008/09 | Oberliga Mittleres Rheinland (3)     | 1     |
| 2009/10 | Regionalliga Nord-West (3)           | 6     |
| 2010/11 | Regionalliga Nord-West (3)           | 5     |
| 2011/12 | Regionalliga Nord-West (3)           | 2     |
| 2012/13 | 2. Bundesliga Nord (2)               | 4     |
| 2013/14 | 2. Bundesliga Nord (2)               | 7     |
| 2014/15 | Regionalliga West (3)                | 8     |
| 2015/16 | Oberliga Mittleres Rheinland (4)     | 10    |
| 2016/17 | Verbandsliga Mittleres Rheinland (5) |       |

## Aktuelle und ehemalige Spieler
(Auswahl)
- Kevin Becker
- Fabian Breuer
- Sigfried Bund
- Boris Carel Grunow
- Emrah Güvenc
- Harald Heller
- Marco Litwak
- Marcel Nottebaum
- Michaela Schorn
- Martin Steinlage
- Wienke Thamsen
- Thomas Tomaszik
- Marko Vogel
- Christian Weigoni
- Christine Wiechert
- Sascha Zinowsky